# Sitamarhi
Sitamarhi (en hindi: सीतामढी ) es una ciudad de la India, centro administrativo del distrito de Sitamarhi, en el estado de Bihar.

## Geografía
Se encuentra a una altitud de 70 m s. n. m. a 169 km de la capital estatal, Patna, en la zona horaria UTC +5:30.

## Demografía
Según estimación 2011 contaba con una población de 56 658 habitantes.